# Койташ (посёлок)
Койташ (узб. Qoʻytosh/Қўйтош) — посёлок городского типа в Галляаральском районе Джизакской области, Узбекистан. Посёлок расположен у подножья гор Койташ в 35 км от железнодорожной станции Галляарал (на линии Джизак — Самарканд).
Название посёлка складывается из двух узбекских слов: «qo’y» (овца/баран) + «tosh» (камень), что, очевидно, связано с наличием обширных пастбищ для выпаса мелкого рогатого скота и наличием больших камней-валунов как в самом посёлке, так и в окрестностях.
Статус посёлка городского типа с 1942 года.
Основная отрасль промышленности — добыча и обогащение вольфрамовых и молибденовых руд.

## Население
| 1959 | 1970 | 1979 | 1989 |
| ---- | ---- | ---- | ---- |
| 7532 | 6546 | 5407 | 5178 |